# Подлесе (гміна Чорна)
Подлесе (пол. Podlesie) — село в Польщі, у гміні Чорна Дембицького повіту Підкарпатського воєводства.
Населення — 364 особи (2011).
У 1975—1998 роках село належало до Тарновського воєводства.

## Географія
У селі бере початок потік Домбрувка.

## Демографія
Демографічна структура станом на 31 березня 2011 року:
|          | Загалом | Допрацездатний вік | Працездатний вік | Постпрацездатний вік |
| -------- | ------- | ------------------ | ---------------- | -------------------- |
| Чоловіки | 198     | 40                 | 133              | 25                   |
| Жінки    | 166     | 32                 | 94               | 40                   |
| Разом    | 364     | 72                 | 227              | 65                   |